# New Orleans Open 1978
Il New Orleans Open 1978 è stato un torneo di tennis giocato sul sintetico indoor. È stata la 1ª edizione del New Orleans Open, che fa parte del Colgate-Palmolive Grand Prix 1978. Si è giocato a New Orleans negli Stati Uniti, dal 31 luglio al 6 agosto 1978.

## Campioni

### Singolare
Roscoe Tanner ha battuto in finale  Victor Amaya con il punteggio di 7–6, 6–3

### Doppio
Dick Stockton /  Eric van Dillen hanno battuto in finale  Ismail El Shafei /  Brian Fairlie con il punteggio di 6–3, 7–5